# 시마촌 (시가현)
시마촌(島村)은 시가현 가모군에 있던 촌이다. 현재의 오미하치만시의 북동단에 해당한다. 

## 역사
- 1889년 4월 1일 - 정촌제 시행에 의해 7촌의 구역을 가지고 성립하였다.
- 1951년 4월 1일 - 하치만정에 편입해, 동일 시마촌은 폐지되었다.

## 참고문헌
- 角川日本地名大辞典 25 滋賀県